# Zsebtévé
A Zsebtévé (másképp Zseb Tv) gyermekeknek készült magyar televíziós filmsorozat, amelynek epizódjait 1966-tól tizennyolc éven át sugározta a Magyar Televízió.

## A műsorról
A forgatókönyvet Tóth Eszter írta, a sorozat szerkesztője kezdetben Apor Judit volt, majd 1975 nyarától (a színes adások indulásától) Szellő Rózsa. A visszatérő blokkokból álló verses-zenés magazinban az óvodáskorú gyerekek hétköznapi konfliktusainak mesés, játékos feldolgozása is helyet kapott. A sorozat formáját, a televíziós trükkök beépítését Szabó Attila rendező alakította ki. Ő találta meg Móka Miki szerepére Levente Pétert, aki nagyszerű példát mutatott arra, hogyan kell a felnőttnek a gyerekekhez szólni, hogy egyenrangú társak legyenek a játékban. A hamar sikeressé váló sorozat rendezését a 70-es években Kovács Kata vette át. Móka Mikit 1978-tól Gyabronka József alakította, miután Levente Péter nem tudott tovább együtt dolgozni Szuhay Balázzsal.
A műsor állandó szereplője volt a Kemény Henrik által tervezett és mozgatott marionettbáb alakjában megelevenedő kedves, huncut majomfigura, Hakapeszi (eleinte Hakapeszik) Maki, továbbá Takács (Bunyós) Bálint és Furfangos Frigyes, akiknek bábfiguráját Lévai Sándor alkotta meg. A szereplőkhöz 1967 végén csatlakozott a Versmondó lány, 1972-ben pedig Hiszékeny úr, aki folyton bedől Hakapeszi röhejes találmányainak, amiből aztán mindenféle mulatságos bonyodalom támad. Az éhenkórász Hakapeszi rendszerint tíz tábla csokoládéért árulja egy-egy találmányát, de előfordul, hogy nagyobb tétel csokit vagy egy láda földimogyorót kér. A próbák ára egy-egy tábla csokoládé, ami nem számít bele a vételárba (ebből olykor vita támad). Hiszékeny úrnál mindig van egy-két tábla csoki, amelyekkel a próbák árát lerója, és bár az epizódok végén a kiderülő csalás miatt bedühödik, végül belátja hiszékenységét, hibáit, és tanul belőlük. Hakapeszi persze hoppon marad, mert csak a próbákért járó csokoládékat zsebelheti be, ám ezeknek is nagyon örül, és rögtön nekilát, hogy felfalja őket („Hakapeszi, ha kap, eszi!”). Van egy nagybátyja, Muki bácsi, aki a Nekeresdi-őserdő banánfáin szokott tartózkodni; a Zsebtévében csak említik a nevét, de a Majomparádé c. sorozatban róla mintázták Majmóci figuráját.
2011-ben mutatták be a televíziós műsor alapján és Janikovszky Éva Ha én felnőtt volnék c. írásából készült Móka Miki és barátai című gyermekszíndarabot a Jászai Mari Színházban, melyet egy évvel később a Komáromi Jókai Színházzal koprodukcióban is bemutattak. 2013-ban a Karinthy Színház és a Dumaszínház ugyancsak feldolgozta egy közös produkcióban.

## Szereplők
Móka Miki: 1978-ig Levente Péter, majd Gyabronka József, később Miki „testvérei”: Móka Marci Mikó István és Móka Misi Sirkó László alakításában.

Takács Bálint: bábfigura, hangja Szöllősy Irén.

Versmondó lány: kezdetben (1967 végétől) Halász Judit mondott verseket, majd Pálos Zsuzsa, Váradi Hédi, Markovits Bori, Egri Márta, aztán Hűvösvölgyi Ildikó, Málnay Zsuzsa, az utolsó adásokban pedig Simorjay Emese. Egy-egy alkalommal Harkányi Endre, Molnár Zsuzsa, Földessy Margit, Szerencsi Éva, Kútvölgyi Erzsébet ugrott be erre a szerepre.

Hiszékeny úr: eleinte nem volt ilyen szerep; 1972–74-ben Alfonzó alakította (közben egyszer Verebély Iván is), majd két kihagyás után, 1975 nyarától Szuhay Balázs, aki már egy 1973-as epizódban feltűnt, és mindig parókát viselt.

Hakapeszi Maki: bábfigura, hangja Kemény Henrik.

Furfangos Frigyes: bábfigura, hangja Kemény Henrik, később Horváth Károly (1983–84).

## Epizódok[13]
| #   | dátum      | főszerep: Móka… | főszereplő       | versmondó (lány)   | csintalan gyerek                        | csintalan gyerek hangja | Hiszékeny úr              | Hakapeszi attrakciója                                                   | közreműködik                                                    | ff/színes |
| 1.  | 1966.09.15 | Miki            | Levente Péter    | –                  | Bunyós Bálint                           | Szöllősy Irén           | –                         | akrobata                                                                | Bódy Magdi                                                      | ff        |
| 2.  | 1966.10.12 | Miki            | Levente Péter    | –                  | –                                       | Szöllősy Irén           | –                         | zöldségleves                                                            |                                                                 | ff        |
| 3.  | 1966.11.09 | Miki            | Levente Péter    | –                  | Bunyós Bálint                           | Szöllősy Irén           | –                         | Maki és a dongók                                                        |                                                                 | ff        |
| 4.  | 1966.12.10 | Miki            | Levente Péter    | –                  | Bunyós Bálint/Takács Bálint             | Szöllősy Irén           | –                         | kalácssúlyzó                                                            |                                                                 | ff        |
| 5.  | 1967.01.12 | Miki            | Levente Péter    | –                  | Bunyós Bálint/Takács Bálint             | Szöllősy Irén           | –                         | akrobata (szaltó)                                                       |                                                                 | ff        |
| 6.  | 1967.03.07 | Miki            | Levente Péter    | –                  | Bunyós Bálint/Takács Bálint             | Szöllősy Irén           | –                         | bűvész (cilinderrel)                                                    |                                                                 | ff        |
| 7.  | 1967.10.15 | Miki            | Levente Péter    | –                  | Bunyós Bálint/Takács Bálint             | Szöllősy Irén           | –                         | bűvész (II. rész)                                                       |                                                                 | ff        |
| 8.  | 1967.11.11 | Miki            | Levente Péter    | –                  | Bunyós Bálint/Takács Bálint             | Szöllősy Irén           | –                         | egyszemélyes zenekar + bálnahorgászat                                   |                                                                 | ff        |
| 9.  | 1967.12.24 | Miki            | Levente Péter    | Halász Judit       | Takács Bálint                           | Szöllősy Irén           | –                         | varázsmozsár                                                            |                                                                 | ff        |
| 10. | 1968.04.04 | Miki            | Levente Péter    | Halász Judit       | Takács Bálint                           | Szöllősy Irén           | –                         | erőművész                                                               |                                                                 | ff        |
| 11. | 1968.05.02 | Miki            | Levente Péter    | –                  | Takács Bálint                           | Szöllősy Irén           | –                         | akrobata                                                                | Hacki Tamás                                                     | ff        |
| 12. | 1968.08.20 | Miki            | Levente Péter    | Harkányi Endre     | Takács Bálint                           | Szöllősy Irén           | –                         | kötéltáncos                                                             |                                                                 | ff        |
| 13. | 1968.12.26 | Miki            | Levente Péter    | Halász Judit       | Takács Bálint                           | Szöllősy Irén           | –                         | állatidomár                                                             | Alfonzó (szellem)                                               | ff        |
| 14. | 1969.03.21 | Miki            | Levente Péter    | Halász Judit       | Takács Bálint                           | Szöllősy Irén           | –                         | tévészerelő                                                             |                                                                 | ff        |
| 15. | 1969.12.25 | Miki            | Levente Péter    | Halász Judit       | Takács Bálint                           | Szöllősy Irén           | –                         | órajavító                                                               | Kovács Krisztián, Piros Ildikó                                  | ff        |
| 16. | 1970.04.04 | Miki            | Levente Péter    | Halász Judit       | Takács Bálint                           | Szöllősy Irén           | –                         | koldináp-kísérlet (kolbász, dió és nápolyi keresztezése)                | Kovács Krisztián, Takács Mária, Harkányi Endre, Csákányi László | ff        |
| 17. | 1971.06.23 | Miki            | Levente Péter    | Pálos Zsuzsa       | Takács Bálint                           | Szöllősy Irén           | –                         | űrhajós                                                                 |                                                                 | ff        |
| 18. | 1971.08.20 | Miki            | Levente Péter    | Pálos Zsuzsa       | Takács Bálint                           | Szöllősy Irén           | –                         | állatidomár                                                             |                                                                 | ff        |
| 19. | 1971.12.07 | Miki            | Levente Péter    | Pálos Zsuzsa       | Takács Bálint                           | Szöllősy Irén           | –                         | diótörő síugrás                                                         | Pártos Erzsi, Rohmann Imre                                      | ff        |
| 20. | 1972.02.01 | Miki            | Levente Péter    | Váradi Hédi        | Takács Bálint                           | Szöllősy Irén           | –                         | Mr. X átváltozóművész                                                   |                                                                 | ff        |
| 21. | 1972.04.04 | Miki            | Levente Péter    | Váradi Hédi        | Takács Bálint                           | Szöllősy Irén           | Alfonzó                   | időjóslás (négylevelű lóheréből, szendvicsekből)                        |                                                                 | ff        |
| 22. | 1972.05.28 | Miki            | Levente Péter    | Váradi Hédi        | Takács Bálint                           | Szöllősy Irén           | Alfonzó (amerikás magyar) | zeneautomata                                                            | Bulla Elma                                                      | ff        |
| 23. | 1972.09.10 | Miki            | Levente Péter    | Váradi Hédi        | Takács Bálint                           | Szöllősy Irén           | Alfonzó (Vérmes bácsi)    | jövendőmondás                                                           |                                                                 | ff        |
| 24. | 1972.11.12 | Miki            | Levente Péter    | Váradi Hédi        | Takács Bálint                           | Szöllősy Irén           | Alfonzó                   | csodafurulya                                                            |                                                                 | ff        |
| 25. | 1973.01.16 | Miki            | Levente Péter    | Váradi Hédi        | Takács Bálint                           | Szöllősy Irén           | Alfonzó                   | frizuranövesztő                                                         |                                                                 | ff        |
| 26. | 1973.03.13 | Miki            | Levente Péter    | Markovits Bori     | Takács Bálint                           | Szöllősy Irén           | Alfonzó                   | vízipisztolyos céllövölde                                               |                                                                 | ff        |
| 27. | 1973.04.10 | Miki            | Levente Péter    | Markovits Bori     | Takács Bálint                           | Szöllősy Irén           |                           | hízó- és fogyókúrás csodadoktor                                         |                                                                 | ff        |
| 28. | 1973.05.27 | Miki            | Levente Péter    | Markovits Bori     | Takács Bálint                           | Szöllősy Irén           | Verebély Iván             | gyorsfényképezőgép                                                      | Berkes Gábor                                                    | ff        |
| 29. | 1973.09.02 | Miki            | Levente Péter    | Molnár Zsuzsa      | Takács Bálint                           | Szöllősy Irén           | Szuhay Balázs             | csoda-zenetanár                                                         |                                                                 | ff        |
| 30. | 1973.11.20 | Miki            | Levente Péter    | Egri Márta         | Takács Bálint                           | Szöllősy Irén           | Alfonzó                   | újjávarázsoló ragasztó                                                  |                                                                 | ff        |
| 31. | 1974.09.08 | Miki            | Levente Péter    | Egri Márta         | Takács Bálint                           | Szöllősy Irén           | Alfonzó                   | nyilazókészlet céltáblával                                              | Gobbi Hilda                                                     | ff        |
| 32. | 1974.11.03 | Miki            | Levente Péter    | Egri Márta         | Takács Bálint                           | Szöllősy Irén           | Alfonzó                   | izompumpa                                                               |                                                                 | ff        |
| 33. | 1974.12.29 | Miki            | Levente Péter    | Egri Márta         | Takács Bálint                           | Szöllősy Irén           | Alfonzó                   | súlyemelő bajnok                                                        |                                                                 | ff        |
| 34. | 1975.02.16 | Miki            | Levente Péter    | Földessy Margit    | Takács Bálint                           | Szöllősy Irén           | –                         | magasugró bajnok                                                        | Zalatnai Brigitta                                               | ff        |
| 35. | 1975.04.13 | Miki            | Levente Péter    | Földessy Margit    | Takács Bálint                           | Szöllősy Irén           | –                         | űrmajom (Maki mint ufonauta „holdbéli” kövei)                           |                                                                 | ff        |
| 36. | 1975.06.08 | Miki            | Levente Péter    | Hűvösvölgyi Ildikó | Takács Bálint                           | Szöllősy Irén           | Szuhay Balázs             | unaloműző                                                               |                                                                 | ff        |
| 37. | 1975.09.28 | Miki            | Levente Péter    | Hűvösvölgyi Ildikó | Takács Bálint                           | Szöllősy Irén           | Szuhay Balázs             | bátorságszer (bátorrá tevő nyaklánc)                                    | Szerencsi Éva                                                   | színes    |
| 38. | 1975.12.25 | Miki            | Levente Péter    | Szerencsi Éva      | Takács Bálint                           | Szöllősy Irén           | Szuhay Balázs             | Maki világszámai / egyensúlyozó művész                                  |                                                                 | színes    |
| 39. | 1976.04.19 | Miki            | Levente Péter    | Hűvösvölgyi Ildikó | Takács Bálint                           | Szöllősy Irén           | Szuhay Balázs             | boyszolgálat (ételfutár)                                                |                                                                 | színes    |
| 40. | 1976.08.20 | Miki            | Levente Péter    | Kútvölgyi Erzsébet | Takács Bálint                           | Szöllősy Irén           | Szuhay Balázs             | varázsvessző (megmutatja, ki a legjobb szívű)                           |                                                                 | színes    |
| 41. | 1976.10.24 | Miki            | Levente Péter    | Hűvösvölgyi Ildikó | Takács Bálint                           | Szöllősy Irén           | Szuhay Balázs             | észkimérés                                                              |                                                                 | színes    |
| 42. | 1976.12.25 | Miki            | Levente Péter    | Hűvösvölgyi Ildikó | Takács Bálint                           | Szöllősy Irén           | Szuhay Balázs             | láthatatlanná tevő varázssipka (csíkos simléder)                        |                                                                 | színes    |
| 43. | 1977.04.10 | Miki            | Levente Péter    | Málnai Zsuzsa      | Takács Bálint                           | Szöllősy Irén           | Szuhay Balázs             | láthatatlan varázsszer (nyertessé tesz)                                 | Jandó Jenő                                                      | színes    |
| 44. | 1977.08.20 | Miki            | Levente Péter    | Málnai Zsuzsa      | Takács Bálint                           | Szöllősy Irén           | Szuhay Balázs             | varázsszemüveg (bármit előkerít)                                        |                                                                 | színes    |
| 45. | 1977.12.26 | Miki            | Levente Péter    | Hűvösvölgyi Ildikó | Takács Bálint                           | Szöllősy Irén           | Szuhay Balázs             | egyet fizet, kettőt kap (célbadobással)                                 |                                                                 | színes    |
| 46. | 1978.08.20 | Miki            | Gyabronka József | Hűvösvölgyi Ildikó | Takács Bálint                           | Szöllősy Irén           | Szuhay Balázs             | Ezeregyéjszaka szelleme (parancsteljesítő szellem zöld palackban)       |                                                                 | színes    |
| 47. | 1978.11.07 | Miki            | Gyabronka József | Hűvösvölgyi Ildikó | Takács Bálint                           | Szöllősy Irén           | Szuhay Balázs             | varázskesztyű (amelybe meglepetés hull)                                 |                                                                 | színes    |
| 48. | 1978.12.25 | Miki            | Gyabronka József | Hűvösvölgyi Ildikó | Takács Bálint                           | Szöllősy Irén           | Szuhay Balázs             | terülj-asztalkám                                                        |                                                                 | színes    |
| 49. | 1979.04.16 | Miki            | Gyabronka József | Málnai Zsuzsa      | Takács Bálint                           | Szöllősy Irén           | Szuhay Balázs             | csodacipő (viselője bárhol ott teremhet)                                |                                                                 | színes    |
| 50. | 1979.08.20 | Miki            | Gyabronka József | Hűvösvölgyi Ildikó | Takács Bálint                           | Szöllősy Irén           | Szuhay Balázs             | varázstrombita (duda, amely minden akadályt elhárít)                    |                                                                 | színes    |
| 51. | 1979.11.07 | Miki            | Gyabronka József | Hűvösvölgyi Ildikó | Takács Bálint                           | Szöllősy Irén           | Szuhay Balázs             | csodatölcsér (tudást tölt a fejbe)                                      |                                                                 | színes    |
| 52. | 1979.12.25 | Miki            | Gyabronka József | Hűvösvölgyi Ildikó | Takács Bálint                           | Szöllősy Irén           | Szuhay Balázs             | beszédjavító bögre                                                      |                                                                 | színes    |
| 53. | 1980.04.07 | Miki            | Gyabronka József | Hűvösvölgyi Ildikó | Takács Bálint                           | Szöllősy Irén           | Szuhay Balázs             | varázspálca (másokat szoborrá változtat)                                |                                                                 | színes    |
| 54. | 1980.11.08 | Miki            | Gyabronka József | Hűvösvölgyi Ildikó | Takács Bálint                           | Szöllősy Irén           | Szuhay Balázs             | tisztításpótló csodasó (szennyes holmira kell szórni)                   |                                                                 | színes    |
| 55. | 1980.12.25 | Miki            | Gyabronka József | Málnai Zsuzsa      | Takács Bálint                           | Szöllősy Irén           | Szuhay Balázs             | bűvészcilinder                                                          |                                                                 | színes    |
| 56. | 1981.04.19 | Miki            | Gyabronka József | Málnai Zsuzsa      | Takács Bálint                           | Szöllősy Irén           | Szuhay Balázs             | varázsolló (elvágja a szidást, veszekedést)                             |                                                                 | színes    |
| 57. | 1981.08.20 | Miki            | Gyabronka József | Málnai Zsuzsa      | Takács Bálint                           | Szöllősy Irén           | Szuhay Balázs             | csodaóra (előre-hátra tolja az időt)                                    |                                                                 | színes    |
| 58. | 1981.11.07 | Miki            | Gyabronka József | Málnai Zsuzsa      | Takács Bálint                           | Szöllősy Irén           | Szuhay Balázs             | varázsradír (amnéziát okoz)                                             |                                                                 | színes    |
| 59. | 1981.12.26 | Miki            | Gyabronka József | Málnai Zsuzsa      | Takács Bálint                           | Szöllősy Irén           | Szuhay Balázs             | távoltartó varázsszőnyeg                                                |                                                                 | színes    |
| 60. | 1982.08.20 | Miki            | Gyabronka József | Málnai Zsuzsa      | Takács Bálint                           | Szöllősy Irén           | Szuhay Balázs             | „csuszer” (csengőgomb: csúf szokások ellenszere)                        |                                                                 | színes    |
| 61. | 1982.11.07 | Miki            | Gyabronka József | Simorjay Emese     | Takács Bálint                           | Szöllősy Irén           | Szuhay Balázs             | észfrissítő (emlékezetjavító spray)                                     |                                                                 | színes    |
| 62. | 1982.12.26 | Marci           | Mikó István      | Simorjay Emese     | Takács Bálint                           | Szöllősy Irén           | Szuhay Balázs             | „bahernyő” (bajokat elhárító és elromlott eszközöket megjavító esernyő) |                                                                 | színes    |
| 63. | 1983.04.04 | Marci           | Mikó István      | Simorjay Emese     | Takács Bálint                           | Szöllősy Irén           | Szuhay Balázs             | kívánságteljesítő telefon                                               |                                                                 | színes    |
| 64. | 1983.11.07 | Misi            | Sirkó László     | Simorjay Emese     | Bérci Bunyós Berci (új báb)             | Meixler Ildikó          | Szuhay Balázs             | varázskalap, avagy süveg (bármit bármivé átváltoztat)                   |                                                                 | színes    |
| 65. | 1983.12.25 | Misi            | Sirkó László     | Simorjay Emese     | Bérci Bunyós Berci (új báb)             | Meixler Ildikó          | Szuhay Balázs             | láthatatlan só (mozdulatlanná dermeszt másokat)                         |                                                                 | színes    |
| 66. | 1984.04.23 | Misi            | Sirkó László     | Simorjay Emese     | Bérci Bunyós Berci (új báb)             | Meixler Ildikó          | Szuhay Balázs             | okosok köve (butává tesz másokat)                                       |                                                                 | színes    |
| 67. | 1984.08.20 | Misi            | Sirkó László     | Simorjay Emese     | Bérci Bunyós Berci (új báb)             | Meixler Ildikó          | Szuhay Balázs             | csodaszakáll (nyomozóvá varázsol)                                       | Lőrincz Gabriella, Simorjay Emese                               | színes    |
| 68. | 1984.11.07 | Misi            | Sirkó László     | Simorjay Emese     | Bérci Bunyós Berci (eredeti Bálint-báb) | Meixler Ildikó          | Szuhay Balázs             | varázserejű mágnespatkó (bármit bárhová elvontat)                       | Lőrincz Gabriella                                               | színes    |
| 69. | 1984.12.26 | Misi            | Sirkó László     | Simorjay Emese     | Bérci Bunyós Berci (eredeti Bálint-báb) | Meixler Ildikó          | Szuhay Balázs             | titoknyitogató kulcs                                                    | Lőrincz Gabriella                                               | színes    |

1985-től már nem készültek új részek, csak a korábbi epizódokat ismételte az MTV, eleinte aránylag rendszeresen, majd egyre ritkábban. Ismétlésekre a műsor fénykorában is gyakran sor került.

## Érdekességek
- A legfiatalabb versmondó lány a 21 éves Markovits Bori volt, a legidősebb Váradi Hédi 43 évesen. Egy alkalommal Harkányi Endre mondott verset. A 67. epizódban a versmondó Simorjay Emese zenés bűvészmutatványokkal is elkápráztatta a gyerekeket.
- Több adásban közismert személyek is felléptek, például Gobbi Hilda, Csákányi László, Gruber Hugó, Raksányi Gellért, Vámos Ilona, Pártos Erzsi, Piros Ildikó, Bulla Elma, Szerencsi Éva, a gyerekszínész Kovács Krisztián, továbbá Jandó Jenő és Rohmann Imre zongoristák, Hacki Tamás füttyművész, valamint korabeli és későbbi tévébemondók: Takács Mari, Palcsó (Zalatnai) Brigitta és Lőrincz Gabriella (ő a „Zsebtévé Híradó” matrózblúzos bemondónője az utolsó 3 részben). Többször szerepeltek az Állami Operaház és a KISZ Központi Művészegyüttesének táncosai, egy ízben pedig a Rajkó-zenekar.
- A 16. adást a kis Kovács Krisztián konferálta fel egy hatalmas stúdiókamera mögül.
- Hiszékeny úr teljes neve a 61. epizódban Hiszékeny Jenő. A 44. részben viszont Szuhay még arról panaszkodik, hogy az ismerősei Rendetlen Robinak nevezik, holott ő Balázs – ekkor tehát szó sincs „Jenő”-ről, hanem a saját nevét említi. A zűrzavart tetézi, hogy a 40. adásban Móka Miki Somlai úrnak nevezi őt, miután az előző részből kiderült, hogy Hiszékeny úr kishúgát Somlói Annuskának hívják...
- Az utolsó 6 epizód bevezető és záró képsorán az addigi tévékészülék-makettek után egy valódi minivizor látható, a korszakban közkedvelt „MINI-VIDI” (VIDEOTON TC 1620).
- Szuhay Balázs 1995-ben így nyilatkozott a Zsebtévéről: „Egy kedves, primitív meseműsor volt. Nem fontos. Tóth Árpád lánya, Tóth Eszter írta, aki egyébként kitűnő költő. De hát neki is meg kellett élnie valamiből.”[19] Az egykori műsor alkotói és résztvevői nyilatkozatban határolódtak el ettől a váratlan és övön aluli kijelentéstől, amellyel Szuhay mindannyiukat megsértette, munkájukat lebecsülte.